# هیوبر ریج (اوهایو)
هیوبر ریج (به انگلیسی: Huber Ridge) یک منطقهٔ مسکونی در ایالات متحده آمریکا است که در شهرستان فرانکلین، اوهایو واقع شده‌است. هیوبر ریج ۲٫۷۲ کیلومتر مربع مساحت و ۴٬۶۰۴ نفر جمعیت دارد و ۲۵۳ متر بالاتر از سطح دریا واقع شده‌است.